# La Pacaudière
La Pacaudière [la pakodjɛʁ] ist ein Dorf und eine Gemeinde mit 1.070 Einwohnern (Stand: 1. Januar 2022) im französischen Département Loire in der Region Auvergne-Rhône-Alpes. Die Gemeinde gehört zum Arrondissement Roanne und zum Kanton Renaison.

## Geographie
Die Gemeinde La Pacaudière liegt an der Grenze zum Département Saône-et-Loire, rund 20 Kilometer nordwestlich von Roanne im Weinbaugebiet Côte Roannaise, das sich an den nordwestlichen Abhängen der Bergkette Monts de la Madeleine erstreckt. Umgeben wird La Pacaudière von den Nachbargemeinden Saint-Martin-d’Estréaux im Nordwesten und Norden, Urbise im Norden, Chenay-le-Châtel im Nordosten, Vivans im Osten, Changy im Süden sowie Le Crozet im Westen. Durch die Gemeinde La Pacaudière führt die autobahnartig ausgebaute RN 7; sie besaß einen Bahnhof an der Bahnstrecke Moret-Veneux-les-Sablons–Lyon-Perrache, der heute nicht mehr bedient wird.

## Bevölkerungsentwicklung
| Jahr                       | 1962 | 1968 | 1975 | 1982 | 1990 | 1999 | 2006 | 2013 | 2022 |
| Einwohner                  | 1157 | 1219 | 1279 | 1222 | 1182 | 1168 | 1108 | 1049 | 1070 |
| Quellen: Cassini und INSEE |      |      |      |      |      |      |      |      |      |

## Sehenswürdigkeiten
- Himmelfahrts-Kirche
- Kapelle Notre-Dame im Ortsteil Tourzy
- Schloss Treillard
- Schloss La Salle
- sogenannter „Kleiner Louvre“, frühere Poststation und früheres Pfarrhaus

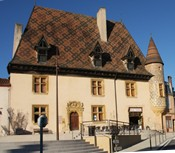
„Kleiner Louvre“
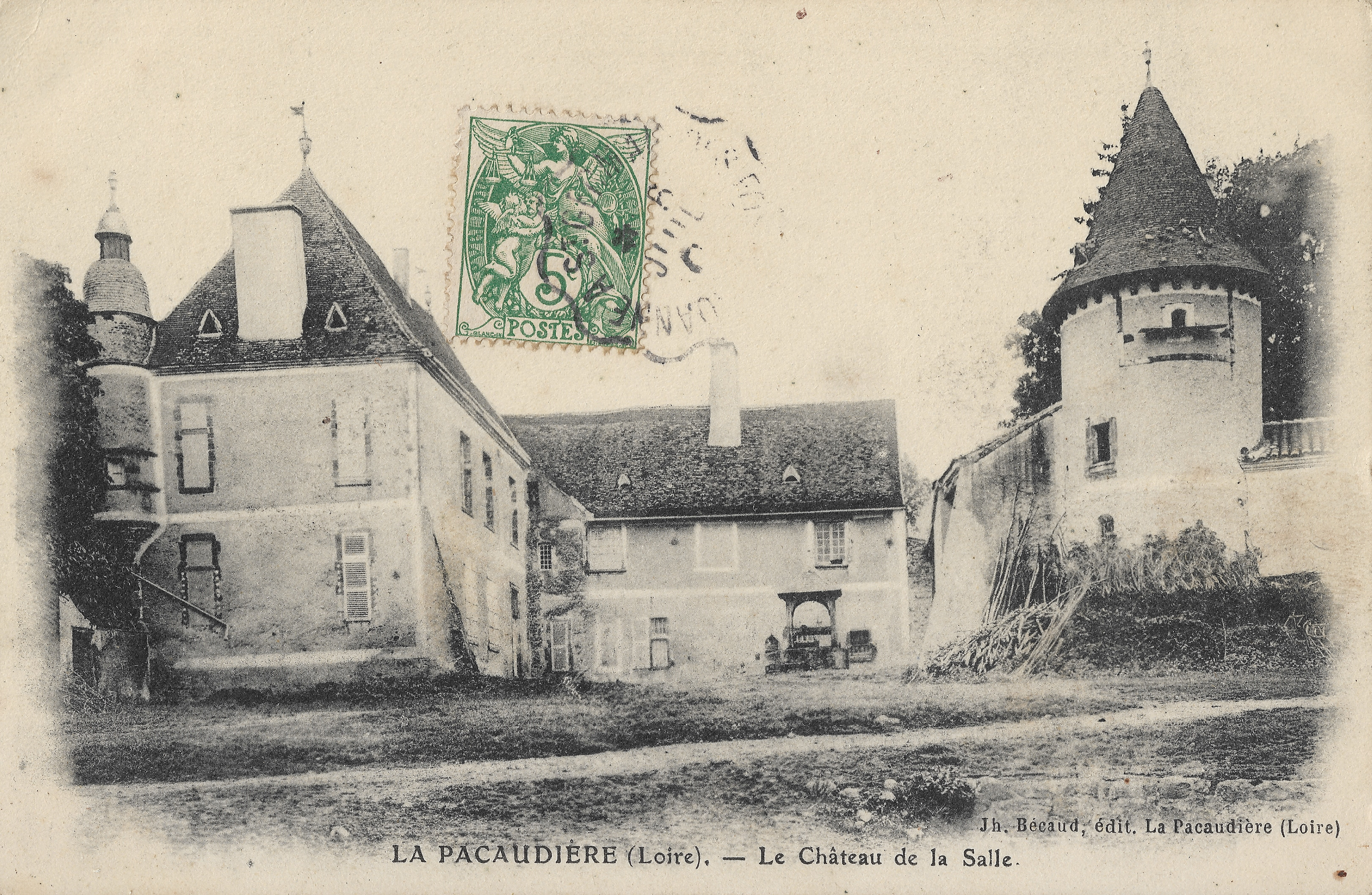
Schloss La Salle
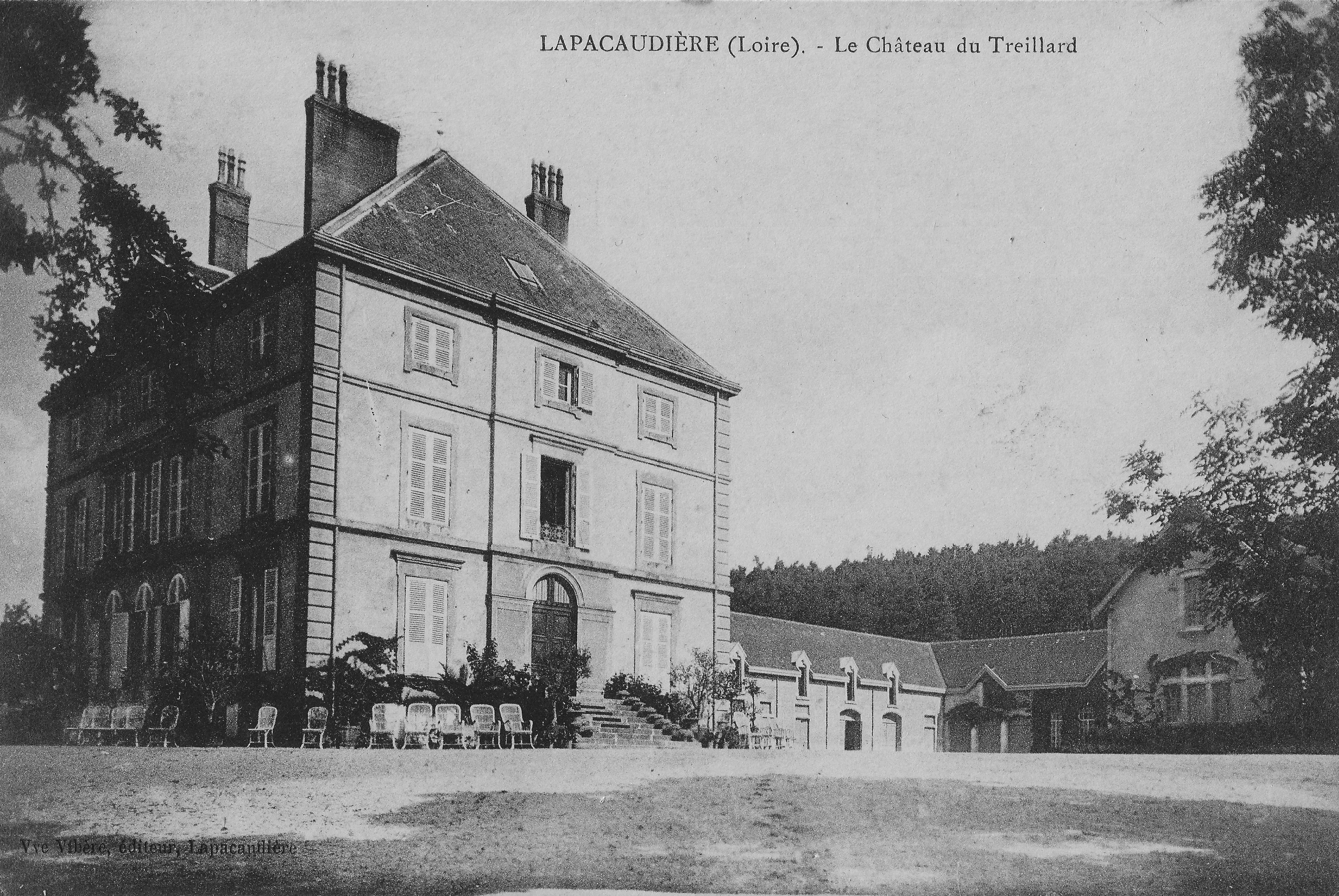
Schloss Treillard

## Persönlichkeiten
- Raymond Boisset (1912–1991), Leichtathlet (400-m-Lauf)